# (36972) 2000 SF302
2000 SF302 (asteroide 36972) é um asteroide da cintura principal. Possui uma excentricidade de 0.10821490 e uma inclinação de 4.02317º.
Este asteroide foi descoberto no dia 28 de setembro de 2000 por LINEAR em Socorro.